# Stułka pozrastana
Stułka pozrastana (Coltricia confluens P.-J. Keizer) – gatunek grzybów z rodziny szczeciniakowatych (Hymenochaetaceae).

## Systematyka i nazewnictwo
Pozycja w klasyfikacji według Index Fungorum: Coltricia, Hymenochaetaceae, Hymenochaetales, Incertae sedis, Agaricomycetes, Agaricomycotina, Basidiomycota, Fungi.
Po raz pierwszy opisał go w roku 1997 P.-J. Keizer w liściastym lesie w Holandii. Wskazał jego holotyp. Polską nazwę podaje internetowy atlas grzybów.

## Morfologia
Kapelusz
Średnica 1,6–7 cm, nieregularnie lejkowaty, w zarysie okrągły, ale częściej klapowany. Kapelusze po 2–25 (najczęściej 4–7) zrastają się z sobą w jeden, duży kapelusz, często poszczególne okazy są trudno rozróżnialne. Powierzchnia ciemno lub jasnordzawobrązowa, matowa, aksamitna, słabo strefowana, bardzo słabo promieniście pomarszczona. Brzeg żółtobrązowy, czasami wyraźnie czerniejący.
Trzon
Przeważnie jest kilka trzonów pod skupiskiem zrośniętych ze sobą kapeluszy. Pojedynczy ma wysokość 0,7–2,5 cm, grubość 1–4 mm, jest częściowo cylindryczny, często szerszy ku górze, zwykle nieregularnie spłaszczony i często rozwidlony. Powierzchnia rdzawobrązowa, podstawa powiększona i zwykle utrzymująca razem pewną ilość ściółki.
Rurki
Rurki o długości 1–3 mm, jasnoszarobrązowe, zbiegające na trzon. Pory okrągłe lub wielokątne, 2-4 na mm.
Miąższ
Twardy, rdzawobrązowy o słabym zapachu.
Wysyp zarodników
Rdzawobrązowy z oliwkowym odcieniem.
Cechy mikroskopowe
Podstawki 4-zarodnikowe. Zarodniki 6,8–8,5(–8,9) x 4,0–5,2(–5,5) µm, Q = 1,4–1,8, elipsoidalne lub podłużno-elipsoidalne, gładkie, bardzo bladobrązowe do prawie bezbarwnych, z jedną gutulą Powierzchnia kapelusza składająca się z nieregularnie rozgałęzionych, grubościennych, brązowych strzępek z bezbarwnymi wierzchołkami, o szerokości 3–6 µm, ze ściankami o grubości do 2 µm. Kontekst kapelusza składa się z cienkościennych, brązowych, promieniście ułożonych strzępek. Subhymenium o grubości 3–5 µm, złożone z bladobrązowych do prawie bezbarwnych, cienkościennych strzępek. Brak sprzążek we wszystkich częściach grzyba.
Gatunki podobne
Stułka pozrastana od stułki piaskowej (Coltricia perennis) różni się tym, że składa się z bardziej ze sobą pozrastanych owocników. Stułka piaskowa zwykle rośnie samotnie, czasami kilka jej rosnących obok siebie kapeluszy zrasta się, ale nigdy tak licznie i silnie jak u stułki pozrastanej. U stułki pozrastanej kapelusz jest niestrefowany, lub słabo, a jeśli już strefowanie występuje, to jest tej samej barwy, podczas gdy u stułki piaskowej strefowanie jest wyraźne i dwubarwne. Stułka pozrastana jest często jaśniejsza i
bardziej jednolicie brązowa (do prawie żółtobrązowej) niż stułka piaskowa. Stułka piaskowa ma regularny, kolisty kapelusz, stułka pozrastana zwykle nieregularny, klapowany. Inne są też ich siedliska; stułka pozrastana rośnie na żyznych glebach, stułka piaskowa jako grzyb mykoryzowy może rosnąć na jałowych glebach piaszczystych pod sosnami.

## Występowanie i siedlisko
Podano jego stanowiska w Ameryce Północnej i Europie. Brak go w opracowanej przez Władysława Wojewodę „Krytycznej liście wielkoowocnikowych grzybów podstawkowych Polski”, ale podano jego stanowiska w późniejszych latach.
Grzyb naziemny, prawdopodobnie saprotroficzny. W Holandii znajdywany w nasadzonych plantacjach drzew i krzewów liściastych i w parkach na żyznych glebach (piasek próchniczny lub glina), w ściółce lub na wiórach drzewnych. Rośnie pod głogami, wiązami, klonami, dębami, śliwami i innymi drzewami liściastymi, a jedną kolekcję znaleziono na
łące bez sąsiadujących drzew.